# شاري باقرمي (محافظة)
تشير هذه المقالة إلى إحدى المقاطعات السابقة في تشاد. من عام 2002 تم تقسيم البلاد إلى 18 منطقة .
شاري باقرمي واحدة من المحافظات الـ 14 في تشاد. تقع شاري باقرمي في غرب البلاد، وهي تغطي مساحة تبلغ 910 82 كيلومترًا مربعًا، وبلغ عدد سكانها 919 720 نسمة في عام 1993. كانت عاصمتها نجامينا .